# Soft Dogs
Soft Dogs è l'ottavo album, pubblicato nel 2002, del gruppo musicale D-A-D. 

## Tracce
1. Soft Dogs
2. What's the Matter?
3. The Truth About You
4. Golden Way
5. So What?
6. Between You and Me
7. Out There
8. It Changes Everything
9. Un Frappe Sur la Tête
10. Blue All Over
11. Hey Little Airplane
12. Human Kind

## Formazione
- Jesper Binzer - voce, chitarra
- Jacob Binzer - chitarra
- Stig Pedersen - basso
- Laust Sonne - batteria